# Merkur Spielbank Aachen

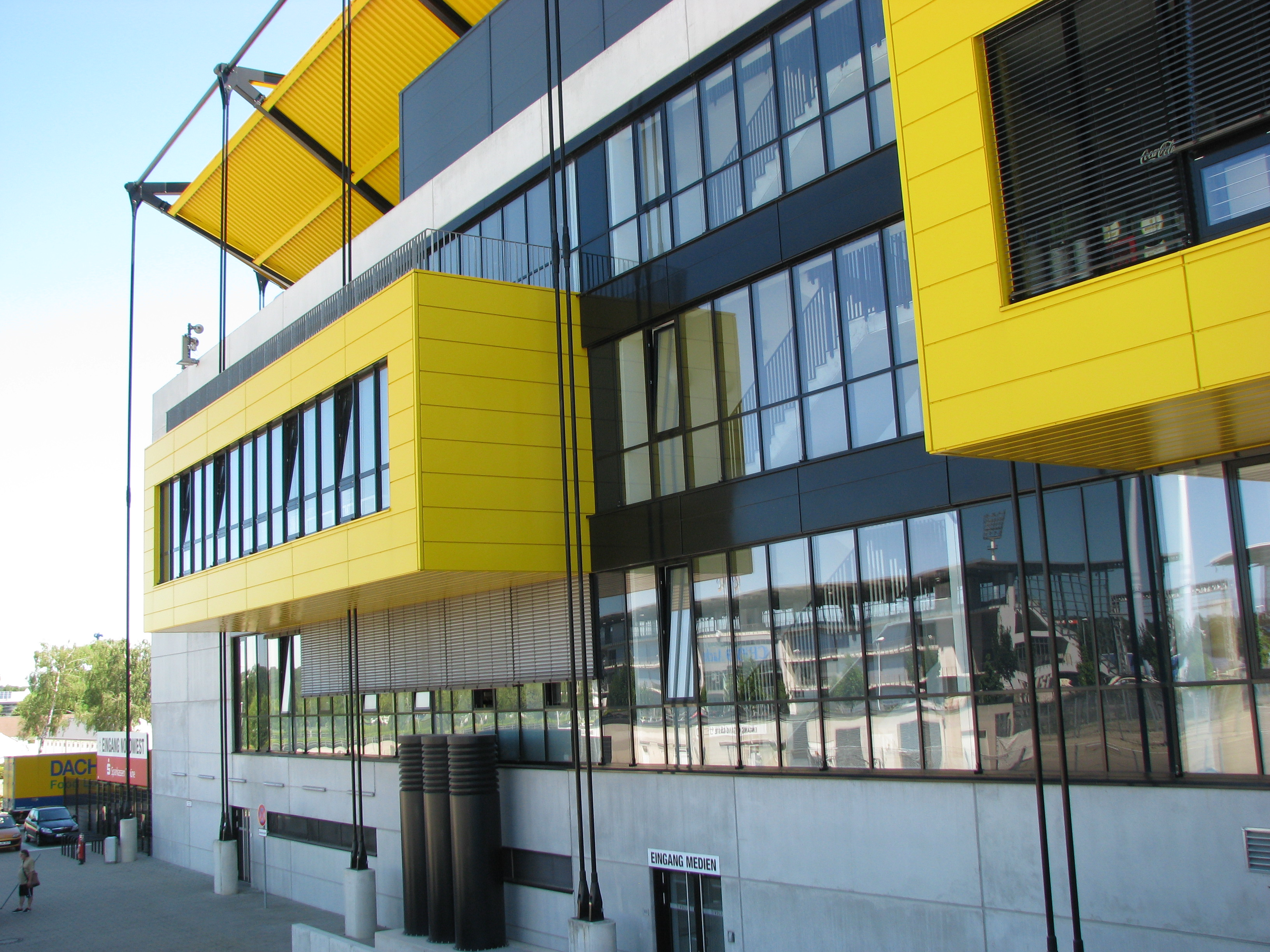
Das Spielcasino im Tivoli

Die Merkur Spielbank Aachen, eine von fünf Spielbanken in Nordrhein-Westfalen, befindet sich in Aachen im Tivoli an der Krefelder Straße (B57). Sie ist die erste Spielbank, die in NRW eröffnet wurde. Sie gehört heute zum Unternehmen Merkur Spielbanken NRW GmbH.

## Geschichte

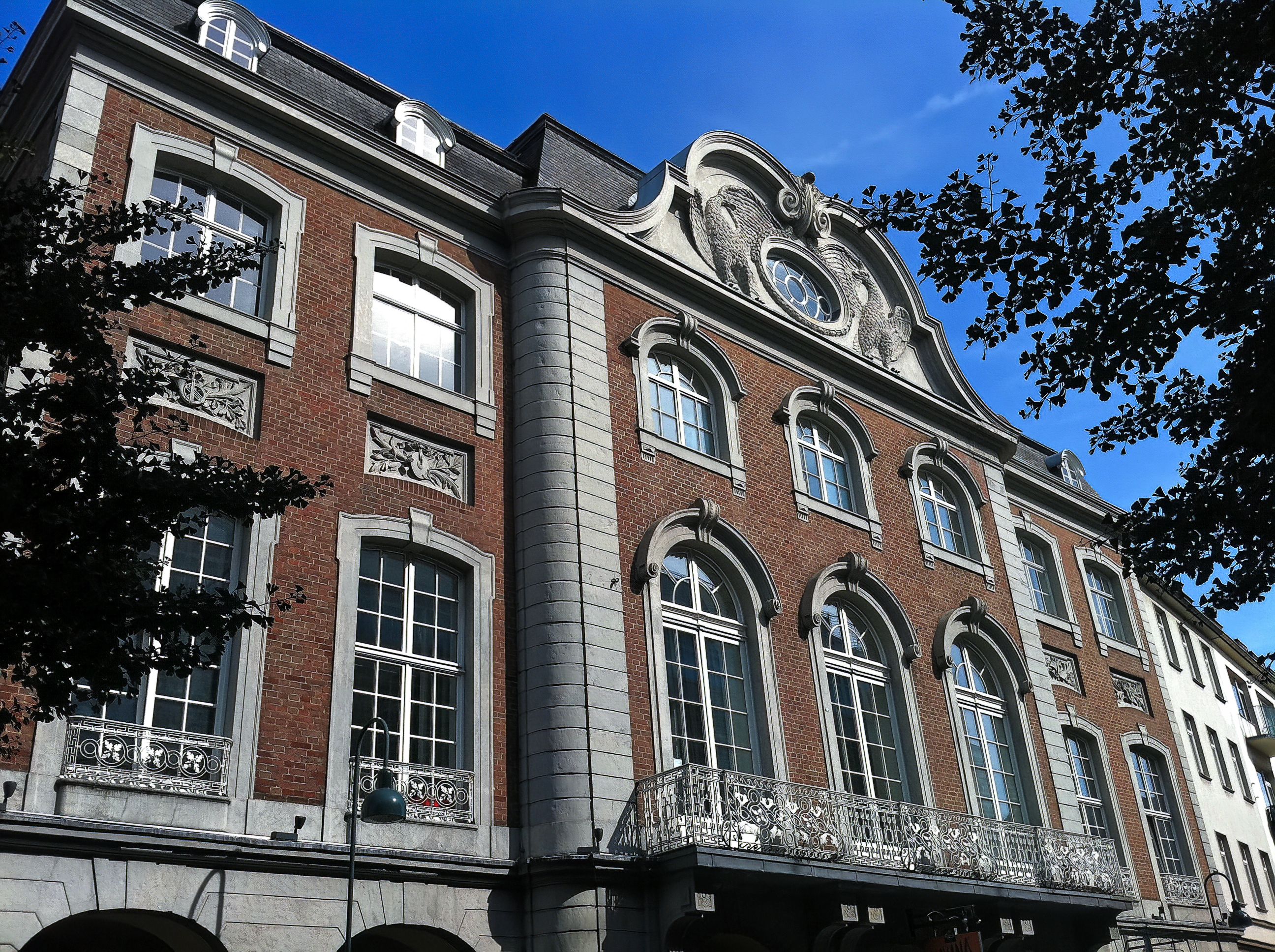
Spielbank von 1786 bis 1854 im Alten Kurhaus

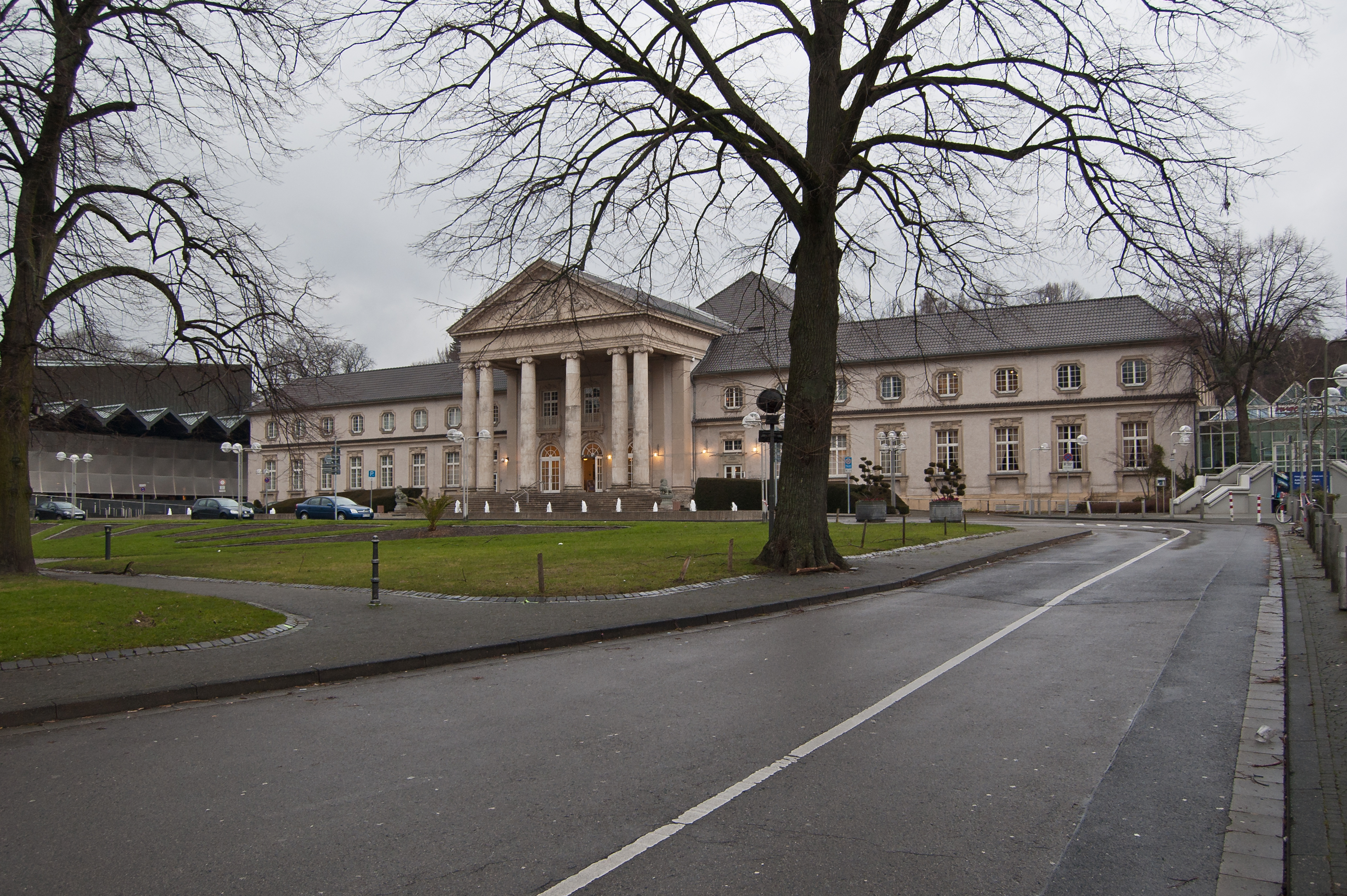
Spielbank von 1976 bis 2015 im Neuen Kurhaus

Erstmals wurde am 17. Juni 1764 vom Magistrat der Stadt Aachen eine Spielkonzession an die Witwe Margarete Reumont in der Komphausbadstraße vergeben, die dort ein Hotel und Kaffeehaus im Maison Bouget betrieb. 1766 wurde die Spiellizenz auf deren Sohn Richard Reumont übertragen. Nach Bau der Neuen Redoute an der Komphausbadstraße 1782 bis 1786 wurde der Spielbetrieb durch Richard Reumont hierhin verlegt. In der jetzt auch sogenannten Neuen Redoute wurde das Glücksspiel – bis auf kurze Unterbrechungen während der französischen Herrschaft – bis 1854 durchgeführt. 1854 forderte die preußische Regierung endgültig die Einstellung der Spielbetriebe in Aachen, mit der Begründung, sie liefen den Grundsätzen der Moral zuwider.
Darüber hinaus existierten im 18. Jahrhundert noch eine Spielbank in der Nähe des Adalbertstores, die Ketschenburg und am Beverbach gelegen eine sogenannte Vauxhall, die beide von Hotelwirten aus der Komphausbadstraße, Richard Reumont und Georg Dubingk, betrieben wurden. Auch im damals benachbarten Ort Burtscheid gab es eine Spielbank. Die dortige Straßenbezeichnung Kasinostraße verweist noch heute auf ihren Standort.
Am 2. Juli 1976 wurde erneut eine Spielbank im Neuen Kurhaus in Aachen eröffnet. Zuvor fuhr man in das 35 Kilometer entfernte Casino im belgischen Spa. Im Jahre 2002 lagerte man die Spielautomaten in das Kapuziner Karree aus. 2010 kamen 120.000 Besucher in beide Spielstätten. Die Spielbank erwirtschaftete 7,4 Millionen Euro und damit im Zuge einer allgemeinen Krise der Branche 1,3 Millionen weniger als im Vorjahr.
Der damalige Spielbankbetreiber WestSpiel ließ 2014 zwei Gemälde von Andy Warhol im Auktionshaus Christie’s in New York City versteigern, die zuvor zur Ausstattung der Spielbank Aachen gehörten und 1977 und 1978 für zusammen rund 389.000 Euro erworben worden waren. Die Bilder Triple Elvis und Four Marlons wechselten zusammen für umgerechnet 120 Millionen Euro im November 2014 in New York den Besitzer. Mit dem Erlös wollte Westspiel defizitäre Spielbanken sanieren. Kulturstaatsministerin Monika Grütters kritisierte den Verkauf von Kulturgut, „um damit Löcher im Haushalt zu stopfen“.
Am 11. Juni 2015 ist die Spielbank Aachen aus dem Neuen Kurhaus in den Tivoli umgezogen. Die Automaten-Dependance wurde aufgelöst und hier mit integriert.
Als Gründe für den Umzug nannte das Unternehmen ein „Gesundschrumpfen“ des Spielbank-Standortes Aachens. Angedacht war eine Umsiedlung in den Eurogress oder zurück ins Neue Kurhaus zu einem späteren Zeitpunkt. 2018 wurde das Casino von der Verpflichtung entbunden, nach der Sanierung wieder in das Neue Kurhaus einzuziehen.
Eigentümer der Spielbank ist seit 2021 die Gauselmann-Gruppe. Zuvor befand sich die Merkur Spielbanken NRW unter der Firmierung Westspiel im Besitz des Land Nordrhein-Westfalen, indirekt gehalten über die NRW.Bank.